# 삼각형 체스

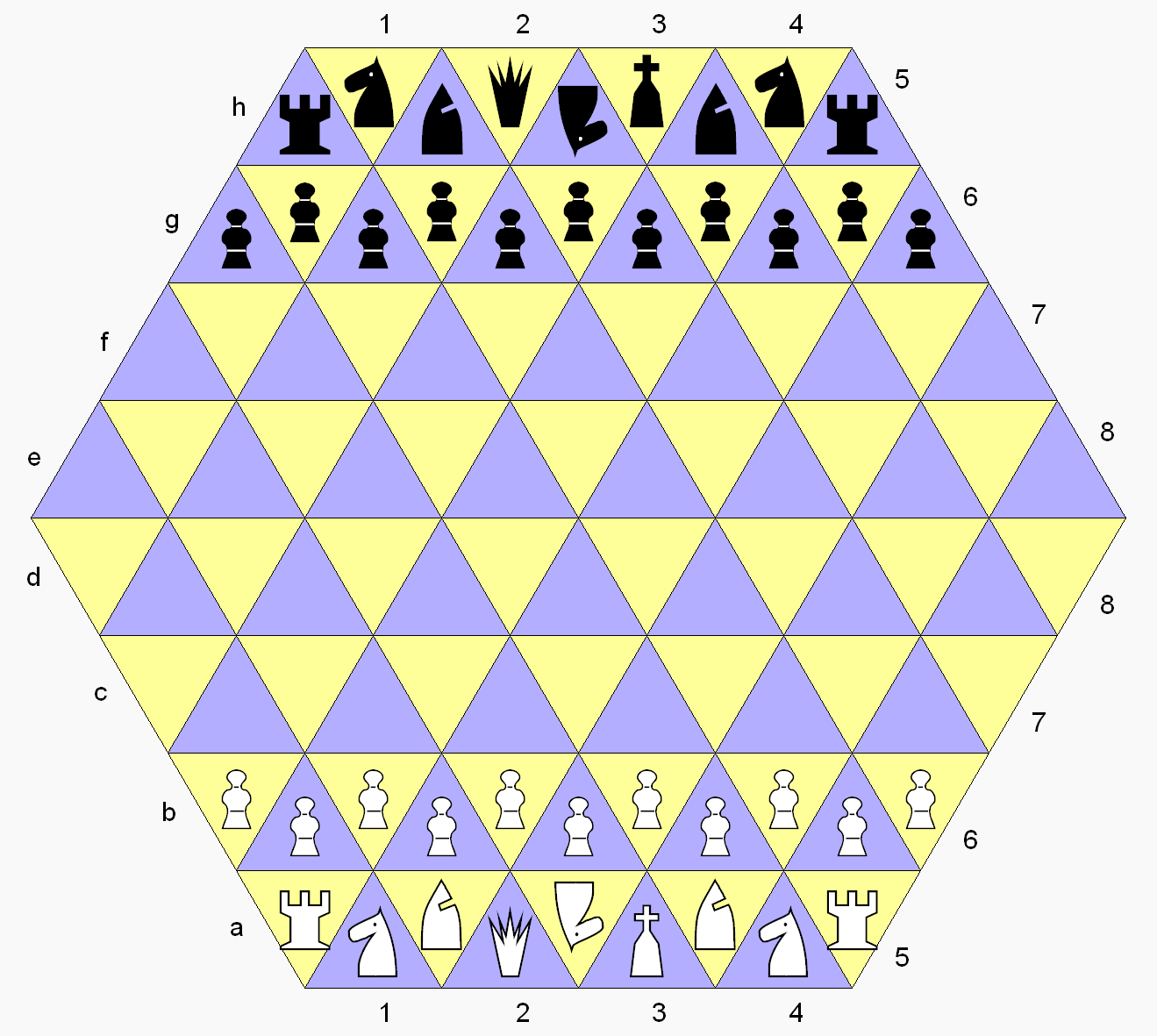
미국의 법조인 조지 R. 데클 시니어가 만든 2인용 삼각형 체스판

삼각형 체스는 칸 모양이 삼각형인 변형 체스로 미국의 법조인 조지 R. 데클 시니어( George R. Dekle Sr.)에 의해 발명된 2인용과 3인용 버전 등 다양한 버전으로 두어지고 있다.

## 같이 보기
- 크로스 체스
- 육각형 체스